# Simeon S. Pennewill
Simeon Selby Pennewill (23 de julho de 1867 - 10 de setembro de 1935) foi um político norte-americano que foi governador do estado do Delaware, no período de 1909 a 1913, pelo Partido Republicano.